# Museu do Telefone (Belo Horizonte)
O Museu do Telefone de Belo Horizonte localiza-se no bairro Mangabeiras, em Belo Horizonte. 
O imóvel localizado na Av. Afonso Pena, nº 1180, que abrigava o museu, é um monumento tombado por sua importância cultural.

## História
Sua fundação ocorreu em 1978, como parte das comemorações dos 25 anos da companhia estatal de telefonia, a TELEMIG, e seu principal objetivo era a preservação e a divulgação da história da telefonia e de sua evolução cronológica, a partir do desenvolvimento tecnológico. Seu acervo possui mais de 300 peças, desde os primeiros aparelhos instalados no Brasil, até alguns modelos mais recentes de celulares.
Em janeiro de 2007, foi reinaugurado na Afonso Pena, nº 4001, como "Museu das Telecomunicações". Expandiu a proposta para incluir outras formas de comunicação, como telex e TV de plasma.
Na década de 2010 o Museu do Telefone de Belo Horizonte era conhecido e administrado pelo instituto Oi Futuro de responsabilidade social da Oi. A empresa de telefonia tem como objetivo usar o local para desenvolver ações colaborativas e inovadoras para melhorar a vida das pessoas. A principal proposta é contar a história humana através dos objetos de comunicação. Uma maneira de aproximar o visitante das diferentes plataformas multimídias que foram evoluindo ao longo do tempo.
O Oi Futuro, antigo Museu do Telefone, é um local que proporciona lazer, cultura e diversão. Seu acervo possui desde telefones utilizados durante a II Guerra Mundial, até os mais recentes, como os telefones de fio.
Entre 2012 e 2016 promoveu o Programa Educativo do Museu das Telecomunicações, realizado com recursos da Lei Estadual de Incentivo à Cultura de Minas Gerais e o patrocínio da Oi / Instituto Oi Futuro.
Em 2023, este estabelecimento está fechado, sem previsão de reabertura.

## Exposições
A coleção inclui uma mesa de telefonista de 1900 e aparelhos telefônicos de 1895. Possuía um telefone utilizado por Juscelino Kubitschek em 1960.
Uma de suas exposições correlacionava uma lista telefônica com o endereço onde viviam personalidades famosas, como Tancredo Neves e Carlos Drummond de Andrade.